# Ol'ga Aleksandrovna Ladyženskaja
Ol'ga Aleksandrovna Ladyženskaja (in russo Ольга Александровна Ладыженская?; Kologriv, 7 marzo 1922 – San Pietroburgo, 12 gennaio 2004) è stata una matematica sovietica, allieva di Ivan Petrovskij, internazionalmente nota per i suoi lavori sulle equazioni differenziali alle derivate parziali e specialmente sul diciannovesimo problema di Hilbert. Si deve a lei la prima rigorosa dimostrazione della convergenza di un metodo delle differenze finite per le equazioni di Navier-Stokes. Le è stata conferita la medaglia Lomonosov nel 2002.

## Biografia
Ladyženskaja nacque e crebbe a Kologriv. Era figlia di un insegnante di matematica cui è attribuito il merito della sua precoce ispirazione e amore per la matematica.
Nell'ottobre del 1937, suo padre fu arrestato dalla polizia segreta, il Narodnyj Komissariat Vnutrennich Del, e assassinato poco dopo. La giovane Olga riuscì a portare a termine gli studi secondari ma, essendo stato dichiarato suo padre un "nemico del popolo", le fu interdetto l'ingresso all'Università di Leningrado.
Solo dopo la morte di Joseph Stalin nel 1953, Ladyženskaja poté presentare la sua tesi di dottorato e ottenere in questo modo il titolo accademico così a lungo desiderato. Iniziò ad insegnare all'Università di Leningrado e all'Istituto Steklov, rimanendo in Russia anche dopo il collasso dell'Unione sovietica e la rapida svalutazione degli stipendi dei professori.